# 477
477 (CDLXXVII) var ett normalår som började en lördag i den julianska kalendern.

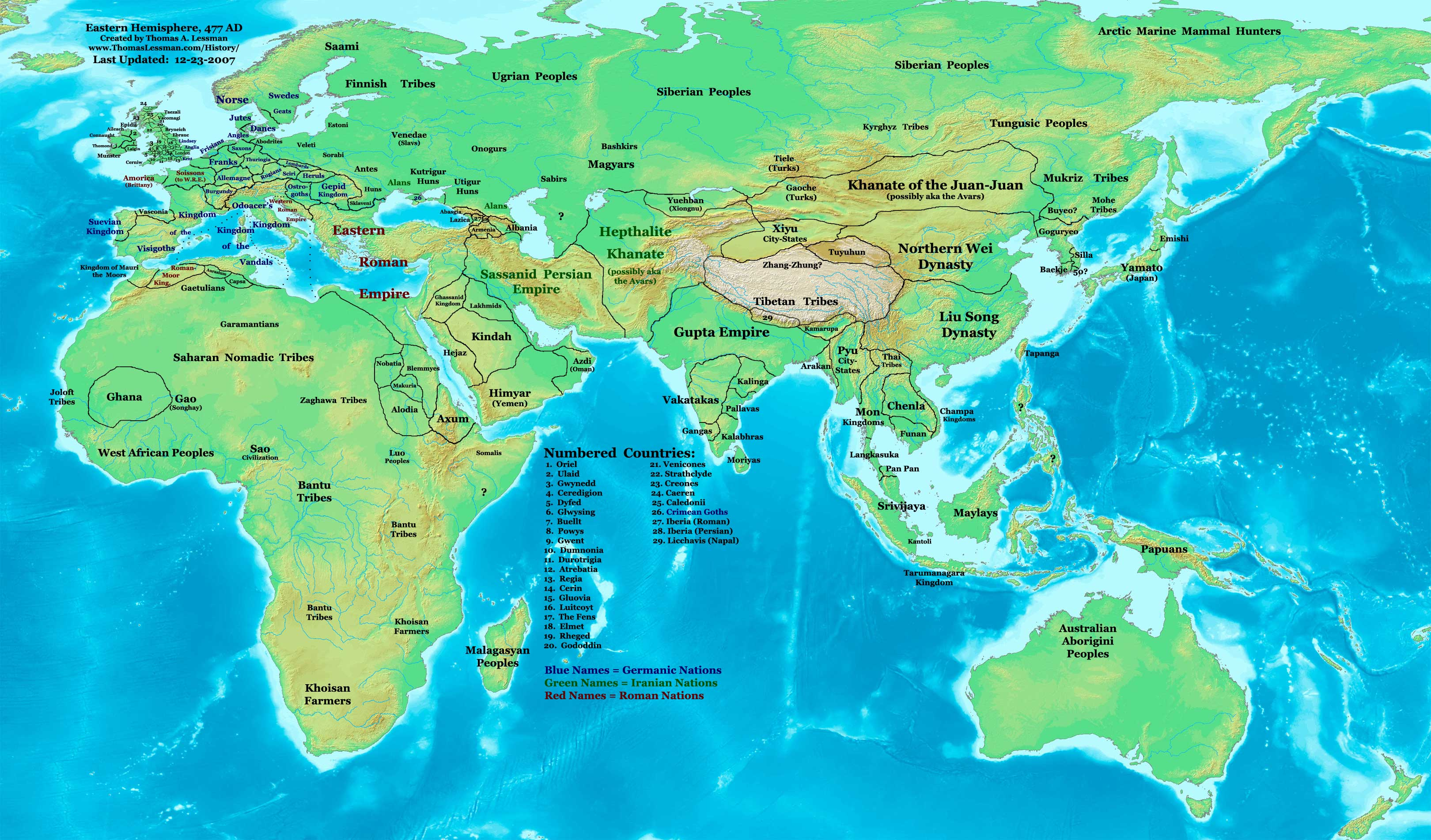
Gamla världen år 477.
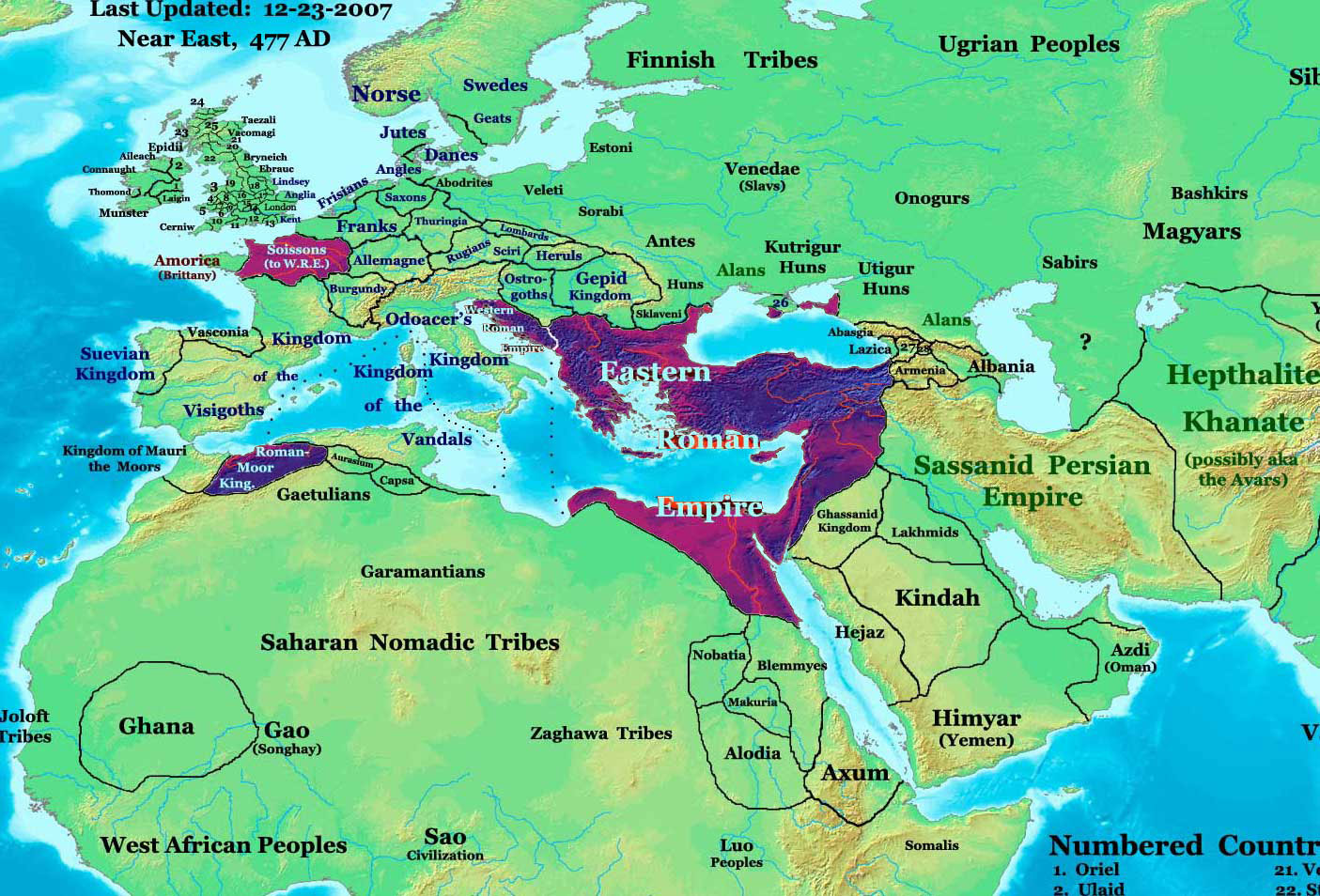
Romerska riket år 477.

## Händelser

### Okänt datum
- Hunerik blir kung över vandalerna.
- Enligt den anglosaxiska krönikan, anländer den sydsaxiske kungen Aelle, med sina tre söner, till England nära Cymenshore.
- Song Shundi efterträder Song Hou Feidi som härskare av den kinesiska Liu Songdynastin.

## Avlidna
- 25 januari – Geiserik, kung över vandalerna.
- Armatus, bysantinsk magister militum praesentialis (mördad av kejsar Zeno).
- Munju, kung av det koreanska kungariket Baekje.
- Timotheus II, koptisk-ortodox patriark av Alexandria.